# Reboot (série télévisée, 2022)
Pour les articles homonymes, voir Reboot.
Reboot, ou La Reprise au Québec, est une série télévisée comique américaine en huit épisodes d'environ 25 minutes créée par Steven Levitan et mise en ligne entre le 20 septembre et le 25 octobre 2022 sur la plateforme Hulu,.
Dans les pays francophones, elle est disponible sur Disney+.

## Distribution

### Acteurs principaux
- Keegan-Michael Key (VF : Serge Faliu) : Reed Sterling
- Johnny Knoxville (VF : Emmanuel Curtil) : Clay Barber
- Judy Greer (VF : Sybille Tureau) : Bree Marie Larson
- Rachel Bloom (VF : Sylvie Jacob) : Hannah
- Paul Reiser (VF : Michel Dodane) : Gordon
- Krista Marie Yu (en) : Elaine Kim
- Calum Worthy (VF : Fabrice Trojani) : Zack Jackson

### Acteurs récurrents
- Eliza Coupe (VF : Christèle Billault) : Nora
- Alyah Chanelle Scott (VF : Mélissa Berard) : Timberly Fox
- Lawrence Pressman : Jerry
- Ryan Dietz (VF : François Pacôme) : Dennis
- Fred Melamed (VF : Michel Laroussi) : Alan
- Rose Abdoo : Selma
- George Wyner (VF : Patrice Dozier) : Bob
- Kimia Behpoornia (VF : Jessica Jaouiche) : Azmina
- Korama Danquah : Janae
- Dan Leahy : Benny

### Acteurs invités
- Kerri Kenney-Silver : Susan
- Bob Clendenin (VF : Thierry Gondet) : Dougie
- Esther Povitsky : Marcy
- Stephanie Allynne (VF : Elodie Ben) : Mallory
- Peter Gallagher (VF : Vincent Violette) : Tyler

 Source et légende : version française (VF) sur RS Doublage

## Production
Le 30 janvier 2023, malgré de bonnes critiques, la série est arrêtée après une seule saison.

## Épisodes
| № | Titre                                                      | Réalisation               | Scénario                                                              | Diffusion originale sur Hulu | Diffusion sur Disney+ | Code de prod. |
| - | ---------------------------------------------------------- | ------------------------- | --------------------------------------------------------------------- | ---------------------------- | --------------------- | ------------- |
| 1 | La Reprise Step Right Up                                   | Steven Levitan            | Histoire de Steven Levitan Adaptation de Steven Levitan et John Enbom | 20 septembre 2022            | 2 novembre 2022       | 1QSE79        |
| 2 | Nouvelle New Girl                                          | Carrie Brownstein         | David Feeney                                                          | 20 septembre 2022            | 9 novembre 2022       | 1QSE02        |
| 3 | Douleurs croissantes Growing Pains                         | Jaffar Mahmoud            | John Quaintance                                                       | 20 septembre 2022            | 16 novembre 2022      | 1QSE03        |
| 4 | Petites amies Girlfriends                                  | Chris Koch                | Josh Levine                                                           | 27 septembre 2022            | 23 novembre 2022      | 1QSE04        |
| 5 | Ce que nous faisons dans l'ombre What We Do in the Shadows | Jaffar Mahmoud            | Caroline Fox & Josh Levine                                            | 4 octobre 2022               | 30 novembre 2022      | 1QSE05        |
| 6 | Ensorcelé Bewitched                                        | Beth McCarthy-Miller (en) | Andrew Gurland                                                        | 11 octobre 2022              | 7 décembre 2022       | 1QSE06        |
| 7 | Paniers Baskets                                            | Viet Nguyen               | Dave King                                                             | 18 octobre 2022              | 14 décembre 2022      | 1QSE07        |
| 8 | Qui est le patron ? Who's the Boss?                        | Chris Koch                | Steven Levitan                                                        | 25 octobre 2022              | 21 décembre 2022      | 1QSE08        |